# Academia de Studii Economice din București
Akademiet for Økonomiske Studier i Bukarest (rumænsk: Academia de Studii Economice din București, forkortet ASE) er et offentligt universitet i Bukarest, Rumænien. Det blev grundlagt i 1913 som Akademiet for Højere Kommercielle og Industrielle Studier (Academia de Înalte Studii Comerciale și Industriale (AISCI)), og er sidenhen blevet en af de største højere læreanstalter i både Rumænien og Syd-Østeuropa i det hele taget. Akademiet for Økonomiske Studier i Bukarest er klassificeret som et avanceret forsknings- og uddannelsesuniversitet af det rumænske uddannelsesministerium.

## Fodnoter
1. ↑  "Bucharest University of Economic Studies - Brochure". Arkiveret fra originalen 11. juni 2013. Hentet 27. marts 2016.
2. ↑  "Short history of the institution". Arkiveret fra originalen 30. april 2012. Hentet 27. marts 2016.
3. ↑  "Institutii de invatamant superior clasificate ca universitati de cercetare avansata si educatie" (PDF). Arkiveret fra originalen (PDF) 4. marts 2016. Hentet 27. marts 2016.